# Le Riche Homme
Le Riche Homme est un roman policier de Georges Simenon, publié en 1970.
Simenon achève l'écriture de son roman le 9 mars 1970 à Épalinges (canton de Vaud), en Suisse.

## Résumé
Surnommé « le riche homme », Victor Lecoin possède un bouchot important au village de Marsilly où sa puissance physique, sa taille, sa prospérité lui valent une autorité que l'envie ou les moqueries de certains n'arrivent pas à altérer. À son service et le servant comme son ombre, Doudou-le-muet est un simple qui lui est attaché par un dévouement presque animal. Pour l'aider dans la comptabilité de son commerce, Lecoin peut compter sur son épouse, une ancienne institutrice avec laquelle il entretient d'excellents rapports, à vrai dire plus professionnels que conjugaux. Victor Lecoin, pour ses besoins sexuels, use d'autres relations dont il ne fait pas mystère. 
L'arrivée d'une nouvelle bonne, ancienne pupille de l'Assistance Publique venue d'une localité voisine où elle a failli être la victime des entreprises d'un fermier, va bouleverser sa vie. Lui, si insensible, se met à apprécier la présence d'Alice, adolescente sans grâce, indifférente et quelque peu secrète. D'abord troublé par cette jeunesse, Lecoin ne tarde pas à s'en éprendre sincèrement. L'affection qu'il éprouve aboutira à une intimité charnelle durant les quelques jours d'absence de Jeanne Lecoin, appelée au chevet de sa sœur qui se meurt d'un cancer. 
Lorsque Victor Lecoin reviendra des funérailles de sa belle-sœur, ce sera pour retrouver Alice étranglée dans sa chambre. Les soupçons se portent aussitôt sur Doudou. Ce dernier, qui a son langage à lui pour communiquer par gestes avec son patron, fait apparaître la vérité : un villageois, Théo, ennemi de Lecoin, a profité de la jeune servante pendant l'absence du maître. Pour venger l'honneur de celui-ci, Doudou a exécuté la coupable et se préparait à en faire autant de son complice ; mais la gendarmerie intervient à temps. Il sera interné dans un asile. Quant au « riche homme », effondré, il pleure son unique amour.

## Aspects particuliers du roman
L'intrigue policière est mâtinée ici de l'analyse psychologique d’un amour tardif vécu dans la tendresse par le héros, et d’autant plus inattendu qu’il repose sur un contraste fondamental dans la situation des personnages.

## Fiche signalétique de l'ouvrage

### Cadre spatio-temporel

#### Espace
Marsilly, près de La Rochelle.

#### Temps
Époque contemporaine.

### Les personnages

#### Personnage principal
Victor Lecoin. Boucholeur (éleveur de moules – terme régional). Marié, pas d’enfants, 45 ans. 

#### Autres personnages
- Jeanne Lecoin, son épouse, 48 ans
- Alice, orpheline, servante chez les Lecoin, 16 ans
- Doudou-le-muet, valet chez Victor Lecoin
- Théo Porchet, ferblantier.

## Éditions
- Édition originale : Presses de la Cité, 1970
- Tout Simenon, tome 15, Omnibus, 2003  (ISBN 978-2-258-06056-2)
- Romans durs, tome 12, Omnibus, 2013  (ISBN 978-2-258-09399-7)
- Livre de Poche, n° 32824, 2013  (ISBN 978-2-253-17363-2)
- Romans durs, tome 12, Omnibus, 2023  (ISBN 978-2-258-20269-6)

## Adaptations
- 1988 : Le Riche Homme, épisode 9 de la série télévisée française L'Heure Simenon, réalisé par Jan Keja

## Source
- Maurice Piron, Michel Lemoine, L'Univers de Simenon, guide des romans et nouvelles (1931-1972) de Georges Simenon, Presses de la Cité, 1983, p. 244-245  (ISBN 978-2-258-01152-6)